# Сарбіново (Куявсько-Поморське воєводство)
Сарбіново (пол. Sarbinowo, нім. Sarbinowo, 1939-45: Sarbenau) — село в Польщі, у гміні Жнін Жнінського повіту Куявсько-Поморського воєводства.
Населення — 177 осіб (2011).
У 1975-1998 роках село належало до Бидгощського воєводства.

## Демографія
Демографічна структура станом на 31 березня 2011 року:
|          | Загалом | Допрацездатний вік | Працездатний вік | Постпрацездатний вік |
| -------- | ------- | ------------------ | ---------------- | -------------------- |
| Чоловіки | 88      | 16                 | 62               | 10                   |
| Жінки    | 89      | 28                 | 46               | 15                   |
| Разом    | 177     | 44                 | 108              | 25                   |